# تشك تشك (رباطات)
تشك تشك (بالفارسية: چک‌چک) هي منطقة سكنية تقع في إيران في قسم رباطات الريفي.